# Užupis

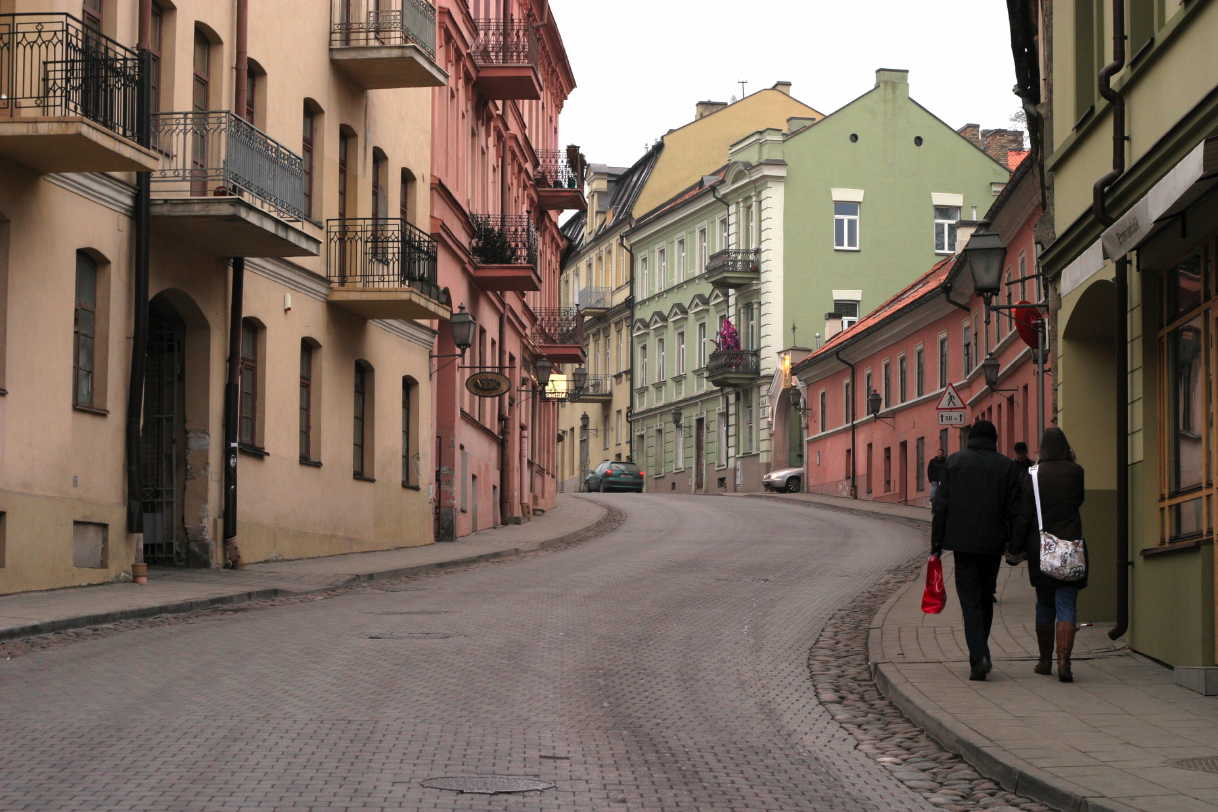
Repubblica di Užupis

Užupis (bielorusso: Зарэчча, Zarečča; polacco: Zarzecze; russo: Заречье, Zareč'e) è un quartiere di Vilnius, capitale della Lituania, e si trova  quasi totalmente nel centro storico della città, nonché Patrimonio protetto dall'UNESCO. In lituano Užupis significa "dall'altro lato del fiume" facendo riferimento al fiume Vilnia.
Il distretto fu famoso per essere meta d'artisti per un periodo, e fu paragonato a Montmartre a Parigi e a Christiania a Copenaghen, a causa della sua atmosfera bohémienne e di laissez-faire.
Il 1º aprile 1997 il distretto si dichiarò una repubblica indipendente (Repubblica di Užupis); dal 1º novembre 2014 Jaap van Ark è il presidente della repubblica.

## Galleria d'immagini

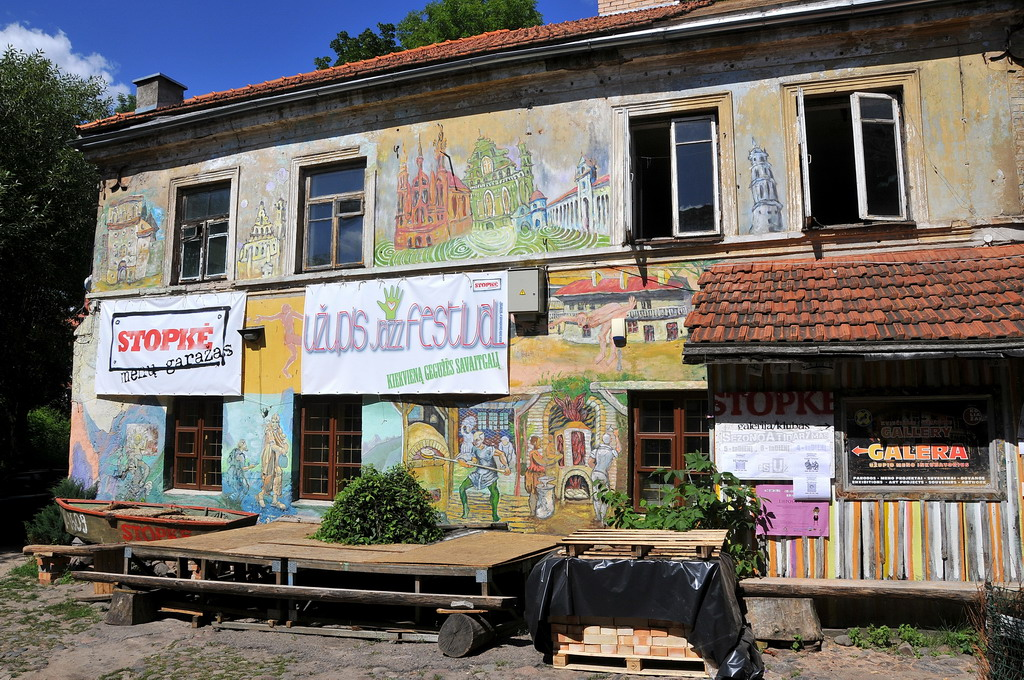
Murali
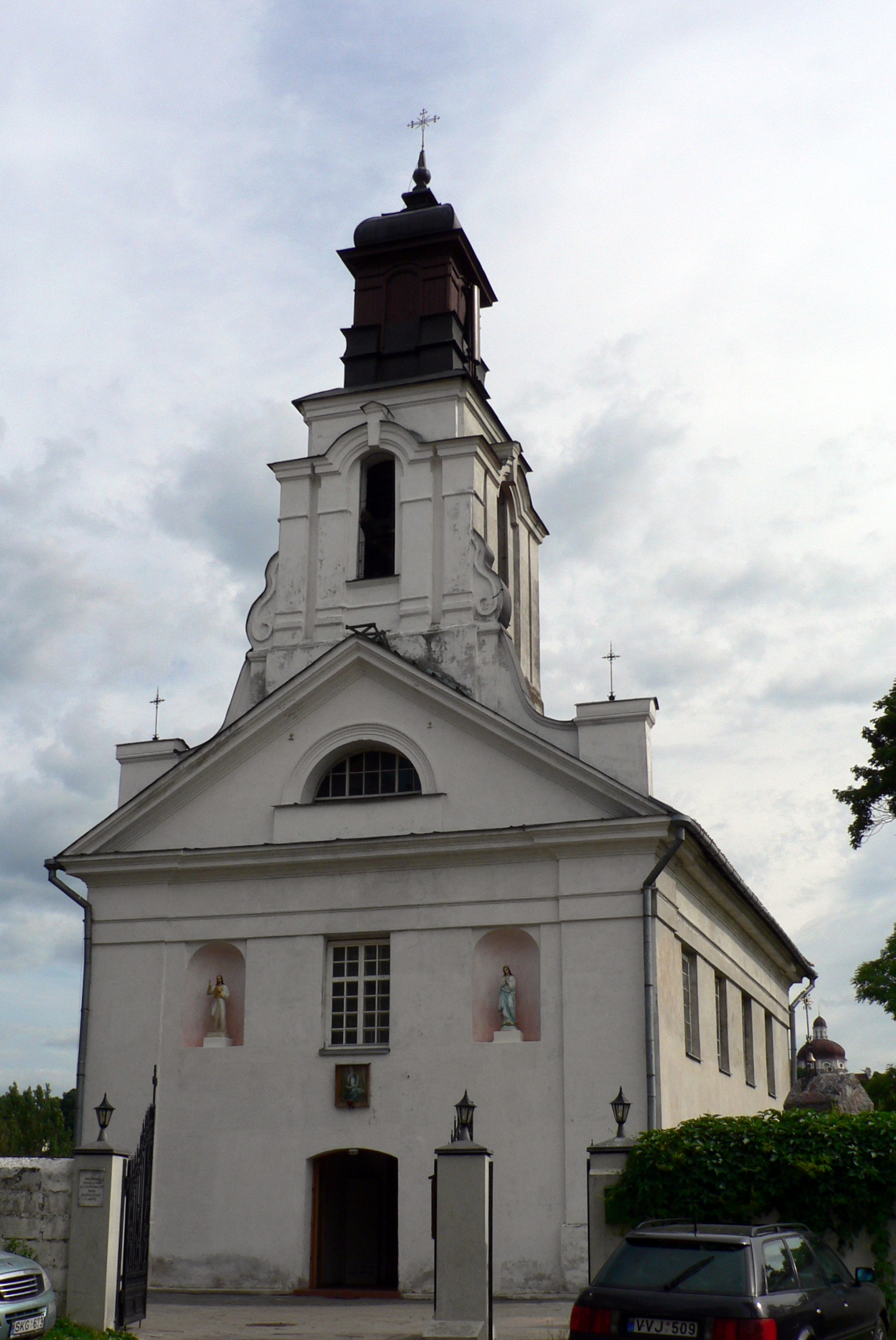
Chiesa di San Bartolomeo
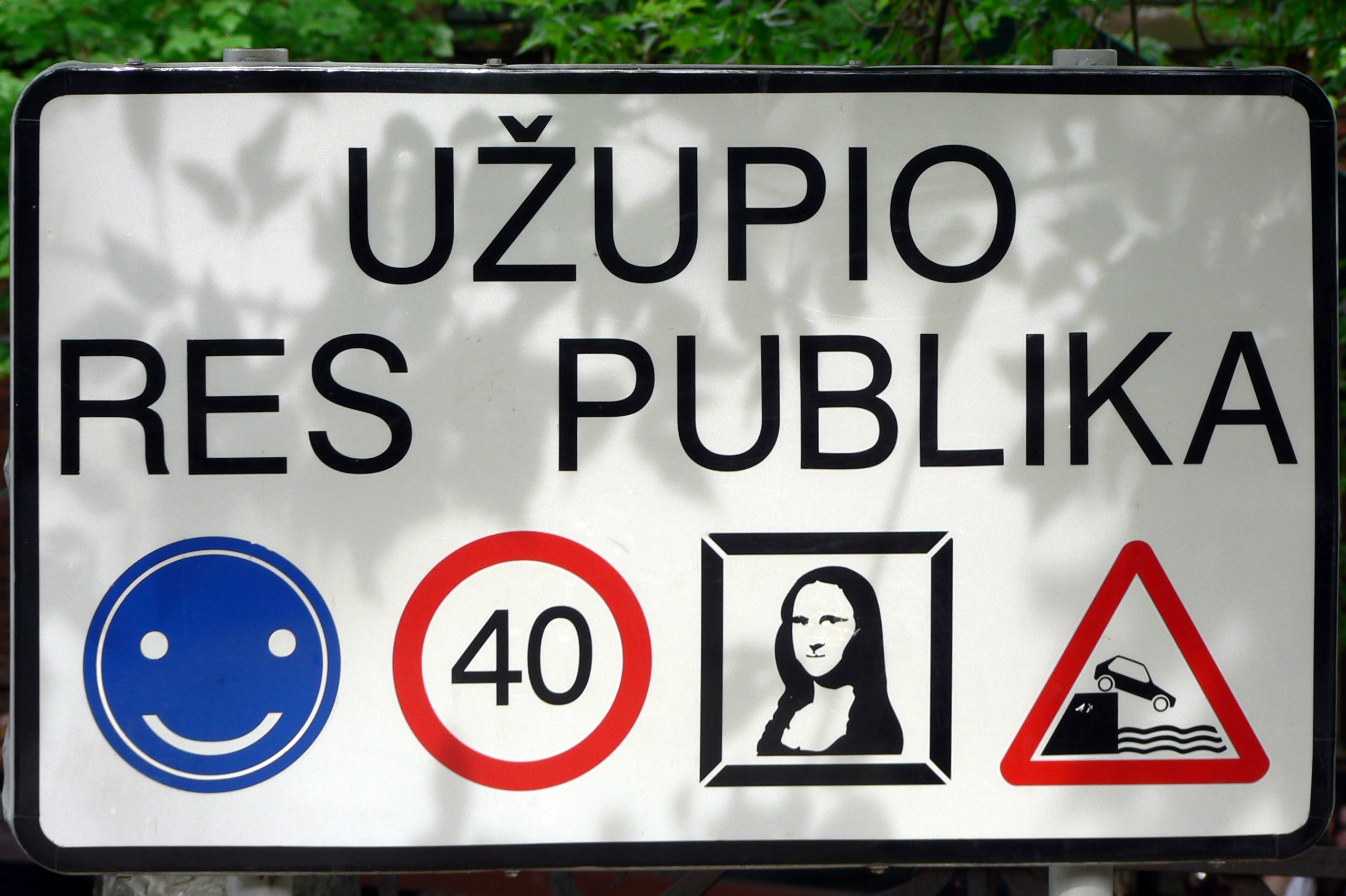
Cartello stradale
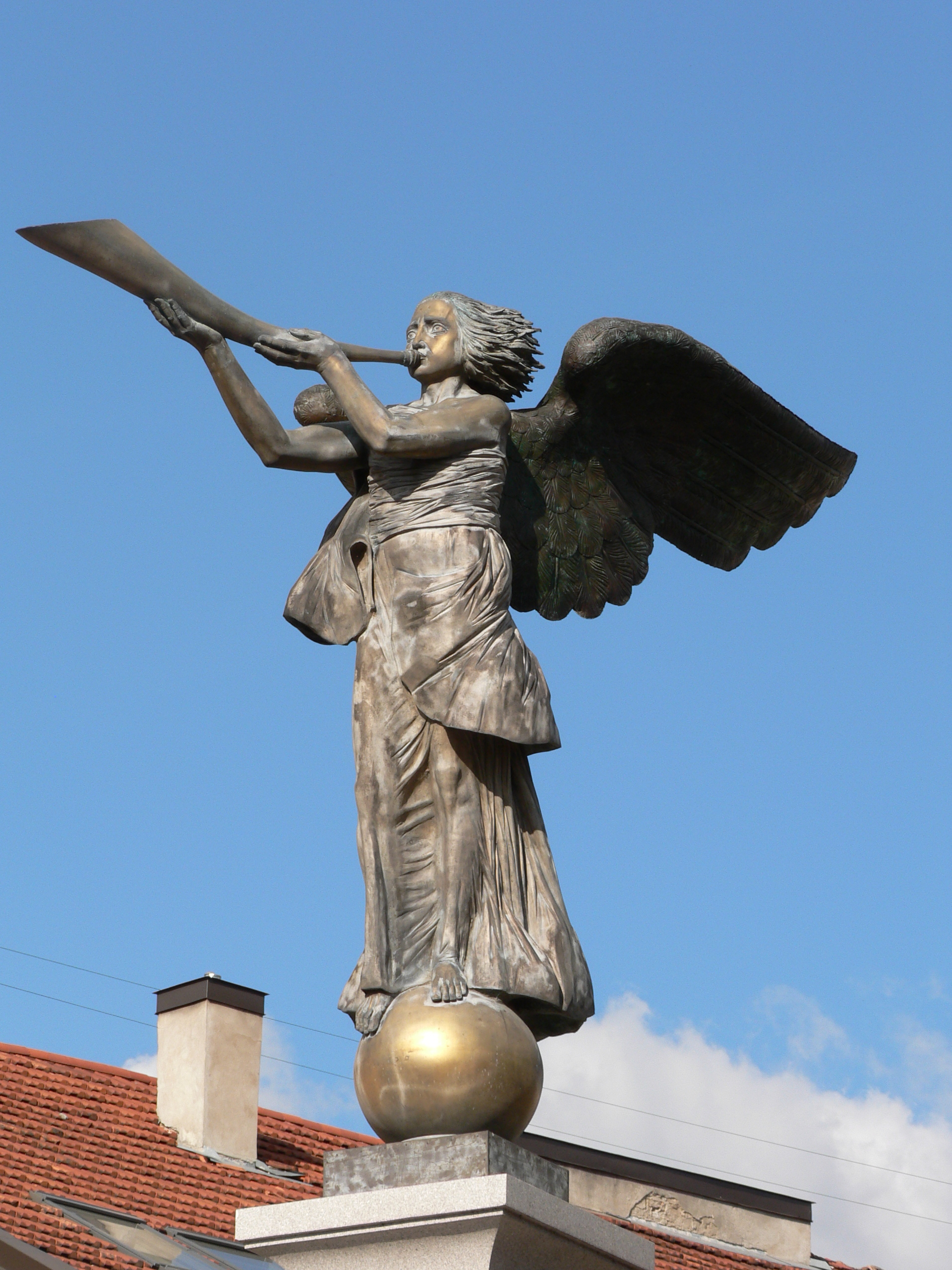
Angelo di Užupis